# Lista de prefeitos de Ituporanga
Esta é a lista de prefeitos e vice-prefeitos do município de Ituporanga, estado brasileiro de Santa Catarina.
| Nº | Prefeito                          | Partido | Vice-prefeito                   | Início de mandato       | Final do mandato       | Observações                                                             |
| -- | --------------------------------- | ------- | ------------------------------- | ----------------------- | ---------------------- | ----------------------------------------------------------------------- |
| 1  | Olivério de Carvalho Costa        |         | —                               | 14 de fevereiro de 1949 | 24 de setembro de 1949 | Prefeito nomeado                                                        |
| 2  | João Carlos Thiesen               | PSD     | —                               | 24 de setembro de 1949  | 22 de agosto de 1954   | Prefeito eleito                                                         |
| 3  | Virgilio Scheller                 |         | —                               | 22 de agosto de 1954    | 7 de agosto de 1957    |                                                                         |
| 4  | Vânio Collaço de Oliveira         |         | —                               | 7 de agosto de 1957     | 24 de setembro de 1959 |                                                                         |
| 5  | João Carlos Thiesen               | PSD     | —                               | 24 de setembro de 1959  | 29 de dezembro de 1963 | Prefeito eleito                                                         |
| 6  | João Nicolau Sens                 |         |                                 | 29 de dezembro de 1963  | 30 de janeiro de 1966  | Prefeito eleito                                                         |
| 7  | Antônio Vandresen                 |         |                                 | 30 de janeiro de 1966   | 30 de janeiro de 1970  | Prefeito eleito                                                         |
| 8  | Roberto Schumahcher               |         |                                 | 30 de janeiro de 1970   | 31 de janeiro de 1973  | Prefeito eleito                                                         |
| 9  | Antônio Vandresen                 | ARENA   | Dival Muller                    | 30 de janeiro de 1973   | 31 de janeiro de 1977  | Prefeito e vice eleitos em sufrágio universal                           |
| 10 | Leo Muller                        |         | Edevaldo Cyro Thiesen           | 31 de janeiro de 1977   | 31 de janeiro de 1983  | Prefeito e vice eleitos em sufrágio universal                           |
| 11 | Gervásio José Maciel              | PDS     | Balduino Wiggers                | 15 de março de 1983     | 31 de dezembro de 1988 | Prefeito e vice eleitos em sufrágio universal                           |
| 12 | Leo Muller                        | PFL     | Rogério Mendonça (PMDB)         | 1º de janeiro de 1989   | 31 de dezembro de 1992 | Prefeito e vice eleitos em sufrágio universal                           |
| 13 | Rogério Mendonça, Peninha         | PMDB    | Alcino Alves                    | 1º de janeiro de 1993   | 31 de dezembro de 1996 | Prefeito e vice eleitos em sufrágio universal                           |
| 14 | Luiz Ademir Hessmann              | PMDB    |                                 | 1º de janeiro de 1997   | 31 de dezembro de 2000 | Prefeito eleito                                                         |
| 15 | Carlos Hoegen, Calão              | PP      | Gervásio José Maciel (PPB)      | 1º de janeiro de 2001   | 31 de dezembro de 2004 | Prefeito e vice eleitos em sufrágio universal                           |
| 15 | Carlos Hoegen, Calão              | PP      | Osni Francisco de Fragas (PSDB) | 1º de janeiro de 2005   | 31 de dezembro de 2008 | Prefeito reeleito e vice eleito                                         |
| 16 | Osni Francisco de Fragas, Lorinho | PSDB    | Ivan Roberto França (PSDB)      | 1º de janeiro de 2009   | 31 de dezembro de 2012 | Prefeito e vice eleitos em sufrágio universal                           |
| 17 | Arno Alex Zimmermann Filho        | PMDB    | Angelita Goedert Oliveira (PSD) | 1º de janeiro de 2013   | 31 de dezembro de 2016 | Prefeito e vice eleitos em sufrágio universal                           |
| 18 | Osni Francisco de Fragas, Lorinho | PSDB    | Gervásio José Maciel (PP)       | 1º de janeiro de 2017   | 15 de julho de 2019    | Prefeito e vice eleitos em sufrágio universal                           |
| 19 | Gervásio José Maciel              | PP      | —                               | 15 de julho de 2019     | 31 de dezembro de 2020 | Vice-prefeito assumiu o cargo após o prefeito ser afastado pela Justiça |
| 19 | Gervásio José Maciel              | PP      | Geison Kurtz (PSL)              | 1º de janeiro de 2021   | 31 de dezembro de 2024 | Prefeito reeleito e vice eleito                                         |
| 20 | Geison Kurtz                      | PP      | Leandro May (PSD)               | 1º de janeiro de 2025   | Atual                  | Prefeito e vice eleitos em sufrágio universal                           |